# Museo Provincial de Bellas Artes Emilio Caraffa
El Museo Provincial de Bellas Artes Emilio Caraffa es un museo ubicado en el Parque Sarmiento, en la ciudad de Córdoba, Argentina. Es dependiente de la provincia de Córdoba y fue construido en 1916 bajo la dirección del arquitecto Juan Kronfuss.

La forma curva y la orientación del núcleo edilicio no sólo se debe a una caracterización arquitectónica: por sus vanos (puertas, ventanas, tragaluces, claraboyas) ingresa luz solar hasta algunas de las salas internas de exposición. De este modo, el espectador de las obras de arte puede observar las obras en las salas expuestas con el color natural con que fueron concebidas; obviamente que cuando cesan las horas de luz solar las obras son iluminadas con focos de luz artificial.
El edificio donde funciona, de estilo neoclásico, fue remodelado dos veces desde su inauguración y actualmente, —ampliado con un sector diseñado con la volumetría cúbica de la arquitectura estilo internacional—,  dispone de nueve salas de exposición. En su interior se exponen muestras transitorias de artistas de Córdoba y Argentina principalmente. Como archivo artístico, su función es la colección, preservación, estudio, promoción y difusión de las artes visuales en Córdoba.

## El edificio

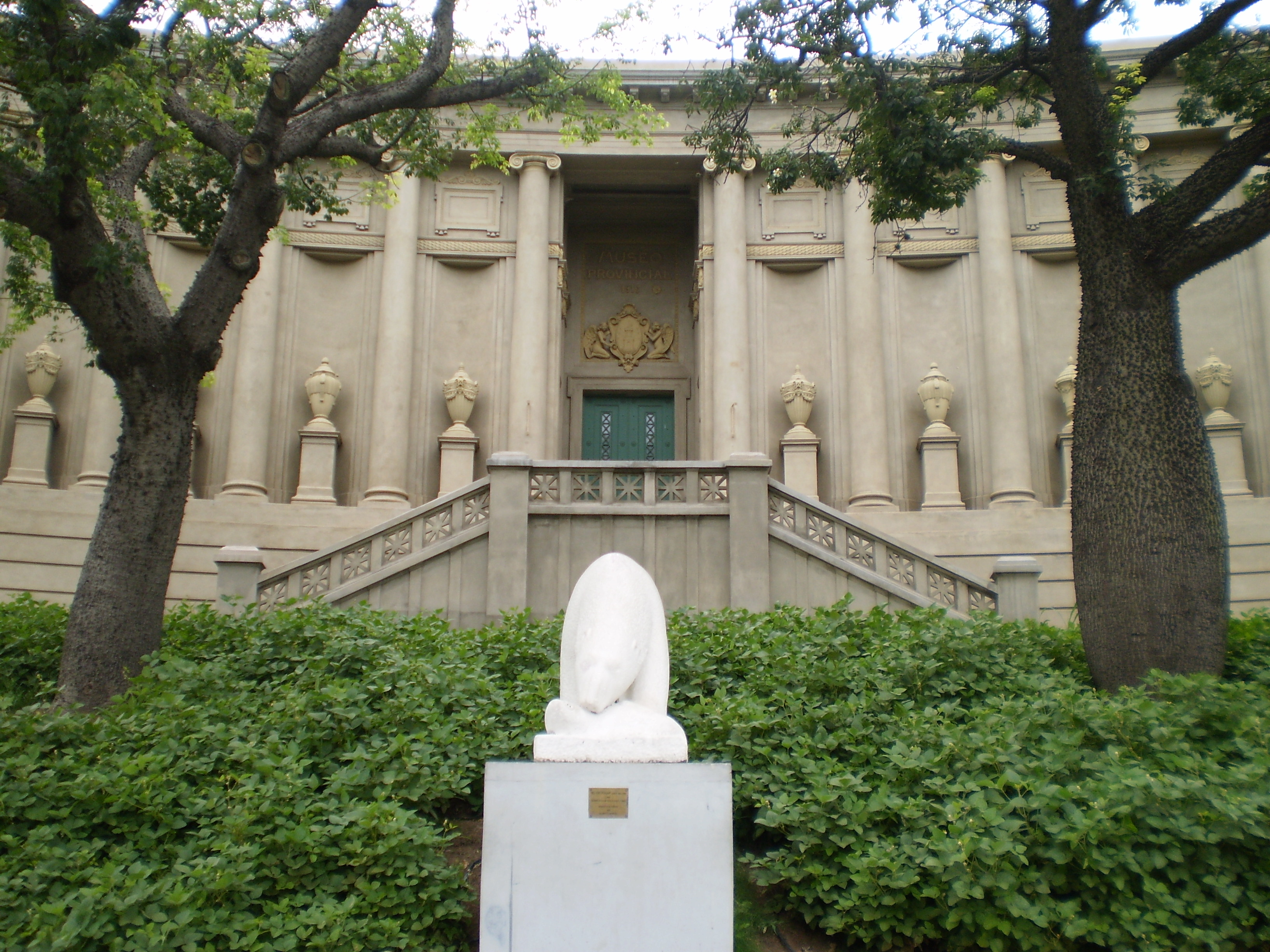
Frente principal y original neoclásico del Museo Emilio Caraffa concluido en 1916, actualmente precedido por la escultura del Oso Polar o "Monumento a la Antártida Argentina", tal escultura del oso polar es obra conjunta del escultor-modelador Roberto Viola a partir de cuyo modelo en arcilla el español radicado en Argentina Alberto Barral talló la escultura monolítica en “mármol blanco”, todo indica procedente de las canteras de mármol blanco cercanas al cerro Los Gigantes. Tal escultura concluida en 1955 fue encargada por la Municipalidad de Córdoba para adornar el puente Antártida Argentina. (los dos árboles que flanquean a la escultura son Chorisias).

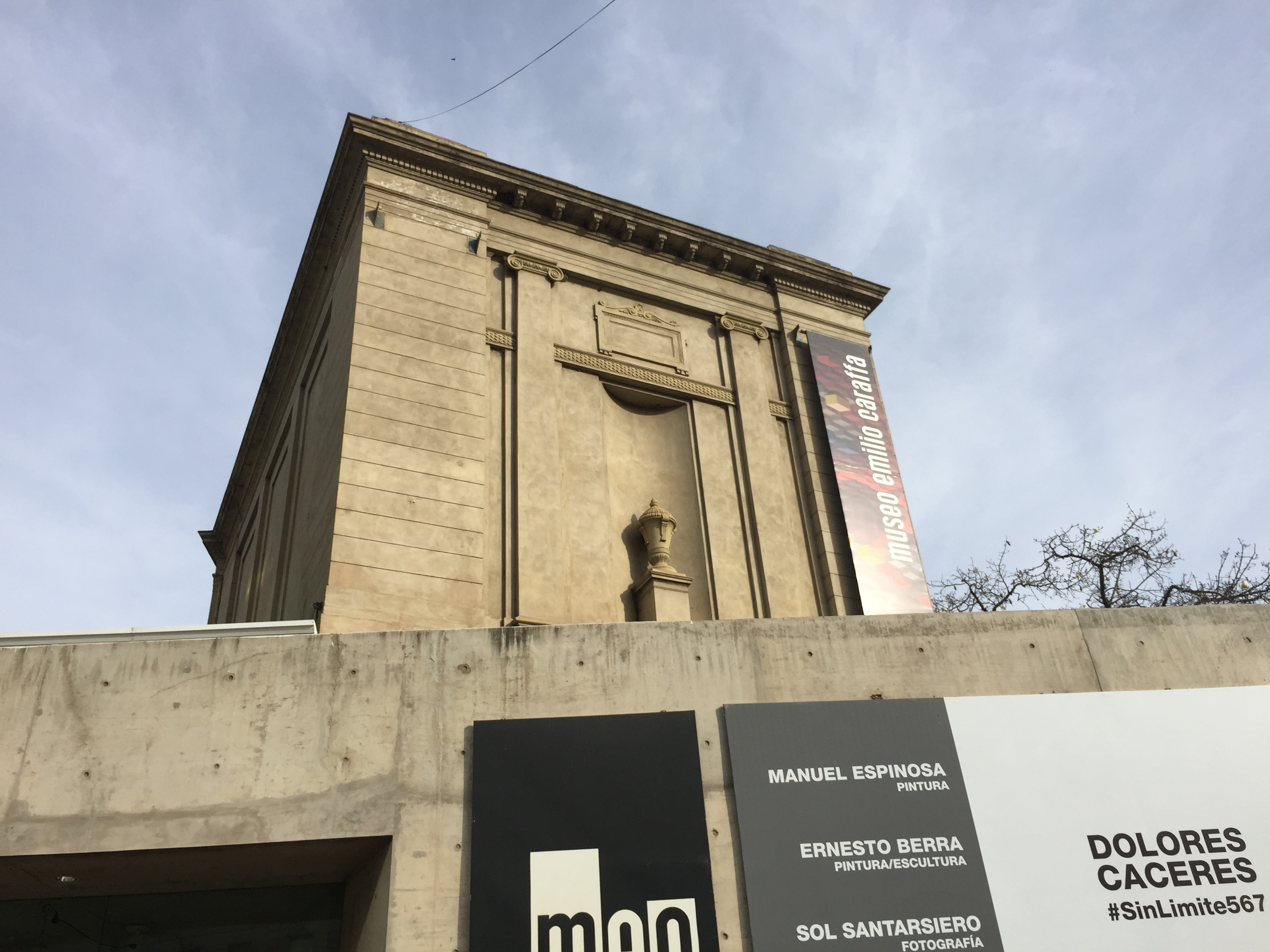
Fachada principal vista desde el costado sur.

El edificio donde funciona actualmente cuenta con alrededor de 1.500 m² y 450 m. lineales de espacio expositivo distribuidos en 9 salas. Las condiciones de exhibición en las salas (regulación de temperatura y humedad), del Museo se ajustan según normativas internacionales. Por otra parte, cuenta con una planta de iluminación de alta tecnología (sistema DALI de ERCO). Uno de los rasgos sobresalientes del museo es el depósito donde alberga su colección, construido bajo estrictas normas internacionales de conservación, seguridad y ambientación.
El nombre del museo homenajea al pintor Emilio Caraffa.

## Historia del museo (periodo 1887-2010)

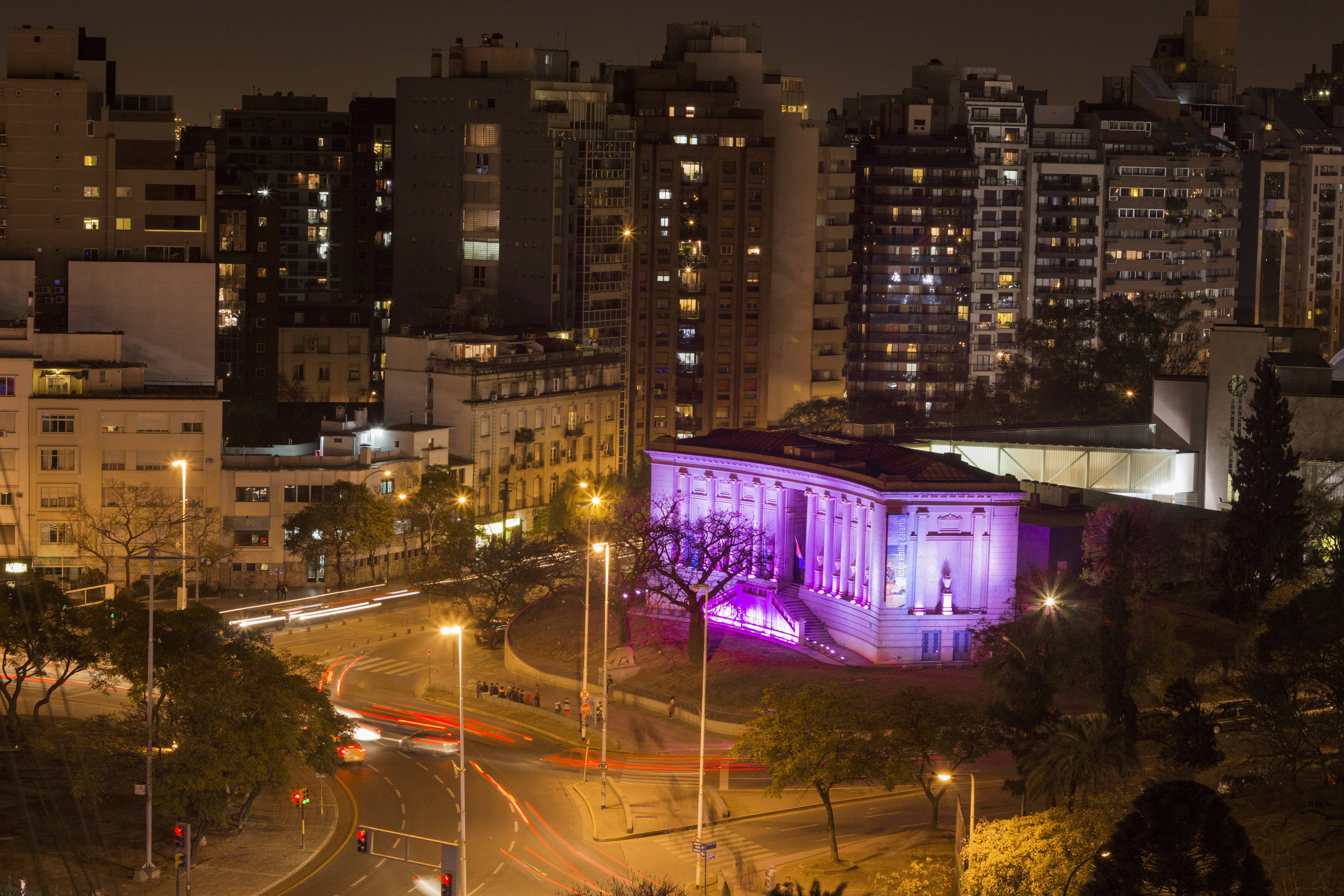
Vista nocturna de la antigua fachada del Museo Provincial Emilio Caraffa, ubicado frente a Plaza España.

- 1887: Creación del Museo Politécnico de la Provincia, Jerónimo Lavagna sugiere al ministro de gobierno Ramón J. Cárcano crear un museo público. En 1887 se crea por decreto el Museo Politécnico (también llamado Museo Provincial).
- 1910:  Adquisición de un paisaje de Santiago Rusiñol. La resolución del gobierno menciona: “Siendo de evidente  conveniencia el iniciar la formación paulatina de una galería de arte pictórico, con el objeto de fomentar las bellas artes, se resuelve adquiriendo la obra del pintor Santiago Rusiñol a conservarse por ahora en el despacho del gobierno.

- 1911: Reorganización del Museo Provincial/ Creación de una sección de Bellas Artes. Jacobo Wolff impulsa un proyecto de reorganización del museo que se formaliza por un decreto del gobernador Félix Garzón Maceda. Se determina la creación de una galería de pintura y escultura de que le es confiada a Wolff y en su momento director de la Academia Provincial de Bellas Artes, Emilio Caraffa.

- 1912: Desarrollo de la sección de bellas artes: se establecen pautas para las adquisiciones a realizarse con destino a la sección de bellas artes: “formar un elemento ilustrativo del desarrollo universal de las bellas artes, sus evoluciones y distintas escuelas, a la vez que dejar constancia de las comienzos de su enseñanza en Córdoba y del progresivo resultado de esa enseñanza”.
- 1914: Inauguración de Salas de Pintura del Museo Provincial, la misma realizada el 5 de diciembre con más de 160 obras en exposición, distribuidas en 6 salas.
- 1916: Finalización del edificio del Museo Provincial. La construcción del edificio del Museo Provincial había sido iniciada en 1915/1916 la gestión impulsada por Ramón J. Cárcano es concluida).

- 1917:Proyecto de Reorganización del Museo. Roca crea un documento en el cual expone lineamientos para reorganizar la institución. Propone realizar dos nuevas instituciones: un museo colonial y un museo de historia natural. Luego señala que el Museo Provincial será cada vez más de Arte Moderno. Pablo Cabrera (1919-1922): Monseñor Pablo Cabrera asume la dirección del museo. Atento a sus intereses en la historia y el pasado colonial, Cabrera se concentra en este núcleo del Museo Provincial que, siguiendo las pautas dadas por Deodoro Roca se instala como institución separada en la Casa del Virrey Sobremonte a partir de 1919. También se concreta este año la autonomía de la sección de Historia Natural.

- 1922: La sección de bellas artes del Museo Provincial queda a cargo de la Academia. El gobierno provincial establece por decreto que la sección de bellas artes dependerá de la Academia, con Emiliano Gómez Clara a su dirección.

- 1926: La pintura Bailarines de Emilio Pettoruti es adquirida. Esta obra se incorpora a las exposiciones del Museo Provincial, que es comprada por el gobernador Ramón Cárcano. La misma sería destinada a bellas artes.

- 1931: Exposición de Pintura y Escultura. Se realiza en el museo una exposición que logra contener 130 obras.
- 1933: Se realiza el primer salón de Bellas Artes en Córdoba, el cual tiene sede en el Museo Provincial.

- 1942: Cambio de Nombre. Se solicita que se cambie el nombre de Salón de Bellas Artes a Museo de Bellas Artes. También insisten con un reacondicionamiento del edificio.

- 1950: Se adopta el nombre de Emilio Caraffa. Mediante un decreto del gobernador y su ministro de Educación y Cultura al museo se le es asignado el nombre de Museo Emilio Caraffa.

- 1960: Apertura de la biblioteca del museo. La biblioteca abierta en este año lleva el nombre de Deodoro Roca. Colección y ampliación del edificio. Las colecciones se aumentan mediante donaciones, y la compra de varias obras.

- 1967: Dirección de  Carlos Matías Funes (1967-1982). Durante su gestión, además de un esforzado programa de exposiciones y actividades paralelas, se realizan avances significativos en cuanto a la organización interna del museo. (Actualización de inventarios, sistematización de procedimientos, consolidación del archivo documental, restauración, etc.)

- 1968: Adquisición de obras del pintor Fernando Fader: se realiza la reincorporación de un conjunto de obras de F. Fader a la colección, ya trasladadas desde Loza Corral al museo. Estas obras habían sido adquiridas en 1961 por el gobierno provincial.

- 1973: Boletín del museo. A partir de este año (y con continuidad a lo largo de toda la década) el museo publica regularmente un boletín que difunde sus exposiciones y principales actividades.

- 1978. Ampliación del museo. En este momento el museo contaba con carencia de espacio lo cual limitaba el desarrollo de las actividades en el museo. Tres años después de eleva un proyecto desde la dirección del museo que incluye la propuesta de C.M. Funes de la ampliación del museo.

- 1984: Premio ESSO de pintura y dibujo. El premio organizado por Fundación Esso, con la convocatoria nacional, se presenta este año en el museo Caraffa. Varias obras premiadas ingresan a su colección.

- 1991: Gran exposición de carácter antológico «120 años de pintura en Córdoba», que reúne obras de artistas asociados a la escena local entre 1871 y 1991, tanto de la colección del museo como de otras. El texto del catálogo, que incluye una periodización de la pintura de Córdoba corresponde a la crítica Nelly Perazzo.

- 1995: Rescate de importantes obras de la colección del museo Emilio Caraffa. Bajo este título inicia un ciclo de exposiciones que reúnen obras de la colección del museo alrededor de ciertos tópicos (géneros, periodos, etc).

- 2000: La colección del museo continua incrementándose. Por diversas vías como las donaciones y eventuales compras son los principales mecanismos de ingreso en esta década y la siguiente.

- 2004: 100 años de plástica en Córdoba desarrollada con motivo de la celebración del centenario de La Voz del Interior, la muestra asume el formato de una antología del arte de Córdoba. El trabajo de arduas investigaciones, con el aporte de colaboraciones externas, da lugar a un volumen impreso.
- 2006: Ampliación y re funcionalización del museo: Hacia fines de 2006 se aprueba la ley para la ampliación edilicia del museo, el tiempo que se inició la obra arquitectónica. Paralelamente de determina la conversión del Palacio Ferreyra en espacio de exhibición permanente de la colección del museo Emilio Caraffa y otros conjuntos patrimoniales. En este lapso en el que el museo permanece cerrado, mantiene activo un programa de extensión lanzado en 2005 mediante el cual remite a ciudades del interior. La reapertura del museo se dará en el 2007 con una heterogénea exposición colectiva que recoge un amplio arco de la producción plástica local contemporánea.

- 2010: La colección de la fundación del Centro de Arte Contemporáneo es cedida en comodato a la Provincia. Bajo esta figura, el acervo integrado por obras de las bienales de Córdoba de 1962, la de 1964 y la de 1966 bajo el patronazgo y esponsoreo en esos años de IKA (Industrias Kaiser Argentina) y varios conjuntos donados por el artista Antonio Seguí, se depositan en el Museo Caraffa, a la vez que continúan exhibiéndose en el Museo Evita - Palacio Ferreyra y otros ámbitos.